# Yreka Western Railroad
| YW Lok Nr. 224 in Yreka, 2010 |                      |                                        |                                      |
| Strecke der YW (oben links), 1931 |                      |                                        |                                      |
| Streckenlänge: | 14 km                |                                        |                                      |
| Spurweite: | 1435 mm (Normalspur) |                                        |                                      |
| Streckenklasse: | Class III            |                                        |                                      |
| |                      |                                        |                                      |
| \| \| \| Einmündung zur UP Siskiyou Subdivision \| \| \| \| \| links nach Ashland, rechts nach Weed \| \| \| \| 0,0 \| Montague \| 776 m ü. M. \| \| \| \| North 11th Street \| \| \| \| \| Oregon Slu \| \| \| \| \| OS \| \| \| \| \| OS \| \| \| \| \| Shasta River (17 m) \| \| \| \| \| Fiok Road \| \| \| \| \| Montague Road \| \| \| \| 6,6 \| Timber Products \| Timber Products \| \| \| \| \| \| \| \| \| South Phillipe Lane \| \| \| \| \| \| \| \| \| \| North Foothill Drive \| \| \| \| \| Jubiper Road \| \| \| \| \| East Lennox Street \| \| \| \| 10,8 \| Ausweichstelle \| Ausweichstelle \| \| \| \| North Foothill Drive \| \| \| \| \| East Center Street \| \| \| \| 11,5 \| Yreka \| 800 m ü. M. \| \| \| \| East Oberlin Road \| \| \| \| 14,0 \| Sharps Road \| Sharps Road \| \| \| \| \| \| \| Quellen: [1] \| \| \| \| |                      |                                        |                                      |
| |                      | Einmündung zur UP Siskiyou Subdivision |                                      |
| Abzweig quer und von links |                      | links nach Ashland, rechts nach Weed   | links nach Ashland, rechts nach Weed |
| Dienststation / Betriebs- oder Güterbahnhof | 0,0                  | Montague                               | 776 m ü. M.                          |
| Bahnübergang |                      | North 11th Street                      | North 11th Street                    |
| Brücke über Wasserlauf |                      | Oregon Slu                             | Oregon Slu                           |
| Brücke über Wasserlauf |                      | OS                                     | OS                                   |
| Brücke über Wasserlauf |                      | OS                                     | OS                                   |
| Brücke über Wasserlauf |                      | Shasta River (17 m)                    | Shasta River (17 m)                  |
| Bahnübergang |                      | Fiok Road                              | Fiok Road                            |
| Bahnübergang |                      | Montague Road                          | Montague Road                        |
| Dienststation / Betriebs- oder Güterbahnhof | 6,6                  | Timber Products                        | Timber Products                      |
| Abzweig geradeaus und von links |                      |                                        |                                      |
| Bahnübergang |                      | South Phillipe Lane                    | South Phillipe Lane                  |
| Abzweig geradeaus und ehemals von rechts |                      |                                        |                                      |
| Bahnübergang |                      | North Foothill Drive                   | North Foothill Drive                 |
| Bahnübergang |                      | Jubiper Road                           | Jubiper Road                         |
| Bahnübergang |                      | East Lennox Street                     | East Lennox Street                   |
| Dienststation / Betriebs- oder Güterbahnhof | 10,8                 | Ausweichstelle                         | Ausweichstelle                       |
| Bahnübergang |                      | North Foothill Drive                   | North Foothill Drive                 |
| Bahnübergang |                      | East Center Street                     | East Center Street                   |
| Betriebs-/Güterbahnhof Strecke ab hier außer Betrieb | 11,5                 | Yreka                                  | 800 m ü. M.                          |
| Bahnübergang (Strecke außer Betrieb) |                      | East Oberlin Road                      | East Oberlin Road                    |
| | 14,0                 | Sharps Road                            | Sharps Road                          |
| |                      |                                        |                                      |
| Quellen: |                      |                                        |                                      |

Die Yreka Western Railroad (YW) ist eine US-amerikanische Eisenbahngesellschaft der Class III (Shortline), die die Gemeinden Yreka und Montague (Kalifornien) im Siskiyou County verbindet. Die YW erbaute und betreibt die 14 Kilometer lange Bahnlinie seit 1889. Die Linie steht in Verbindung mit der Union Pacific Railroad (UP) und der Central Oregon and Pacific Railroad (COPR). Sie bietet Güterverkehrsdienstleistung, Instandhaltungsarbeiten für Schienenfahrzeuge und Gleisbaudienstleistungen an.

## Geschichte

### Die Gründung 1888
Die Central Pacific Railroad hatte sich zum Ende des 19ten Jahrhunderts entschieden ihre Strecke, zugunsten einer kürzeren und flacheren Route durch das Shasta Valley, an der Stadt Yreka vorbei zu führen. Weil die Bürger von Yreka aber auch eine Bahnverbindung benötigten, gründeten sie schließlich ihr eigenes Eisenbahnunternehmen. So wurde die Yreka Railroad Company im Mai 1888, mit einem Grundkapital von 100.000 US-Dollar gegründet und im Januar 1889 eröffnet. Sie verband Yreka mit der Southern Pacific Railroad und der California and Oregon Railroad. Die Eisenbahn beförderte Passagiere und Fracht. Am 24. August 1933 wurde die Eisenbahn in die Yreka Western Railroad Company umgewandelt.

### Kyle Railway 1953–1999
Die Bahn wurde 1953 von Willis Kyle erworben, der danach das Kyle Railways-Imperium gründete. Unter Kyle wuchs das Eisenbahnunternehmen weiter. Im Jahr 1986 begann die YW mit dem Betrieb eines Dampfausflugszuges (des "Blue Goose") der zwischen Yreka und Montague verkehrte und malerische Blicke auf den Mount Shasta, das Shasta Valley und die Siskiyou Mountains bot. Die YW hatte eine lange Dampflokgeschichte, in den frühen Jahren Kaliforniens. Eine der bekanntesten YW-Loks war die von den Baldwin Locomotive Works gebaute, Nr. 19 "Pancho" 2-8-2 Mikado. Die Lok wurde 1953 von der YW erworben.

### Rocky Mountain Railway and Mining Museum 1999–2016
1999 verkaufte Kyle Railways die YW an das Rocky Mountain Railway and Mining Museum in Denver, (Colorado). Das Geschäft blieb wie gehabt, wobei die YW sowohl auf das Fracht- als auch auf das Passagierausflugsgeschäft baute. Das Gütergeschäft der YW wurde 2004 mit der Schließung des Tunnels Nr. 3 am "Siskiyou Pass" nahe der Staatsgrenze zu Oregon extrem herausgefordert. Die Linie gehörte der Union Pacific Railroad und wurde von der CORP betrieben, die sich mit der YW in Montague austauschte. Eine große Tunnelinstandsetzung und die Sanierung der Bahnlinie konnte innerhalb von zwei Jahren abgeschlossen werden. Während dieser Zeit hatte die YW so ihre Verbindung nach Norden verloren. Die Strecke nach Süden blieb jedoch erhalten. Die Einnahmen halbierten sich aber dadurch. Deshalb wurde das Ausflugsgeschäft ab dieser Zeit erhöht, um die entgangenen Einnahmen auszugleichen. Ein Konjunkturabschwung wirkte sich aber dann wiederum negativ auf den Ausflugsverkehr aus. Die YW stellte Mitte 2016 den Betrieb von Ausflugszügen ein und verkaufte die Dampflok Nr. 19.

### Railmark Holdings, Inc. seit 2017
Am 30. Dezember 2016 wurde die YW an die Railmark Holdings, Inc. verkauft, die die Bahn seitdem besitzt und betreibt. Die Holding begann mit zahlreichen Marketing- und Infrastrukturverbesserungen, einschließlich der elektronischen Etablierung der YW in das nordamerikanische Schienennetz. Im August 2017 wurde die YW umbenannt und erhielt den Namen "Doing Business As" (DBA) Yreka Western Railroad Company. Dabei wurde auch das „Blue Goose Logo“ als geschützte Marke eingetragen. Ab 2021 begann die Modernisierung der Hauptumschlagsanlagen, an der Ausfahrt Nr. 775 der Interstate 5. Dort wurden moderne Sicherheits- und Beleuchtungsanlagen installiert, die für den Transfer von der Schiene zum LKW erforderlich waren.

### Der Betrieb heute
Die Yreka Western Railroad ist heute eine moderne Shortline-Bahn, die Frachtdienstleistungen, Waggondienste, Gleisbau und -wartung sowie industrielle Schienenentwicklungsdienste anbietet. Der Güterverkehr besteht hauptsächlich aus Forstprodukten, Propan und einer Vielzahl von Umschlaggütern.

## Bilder

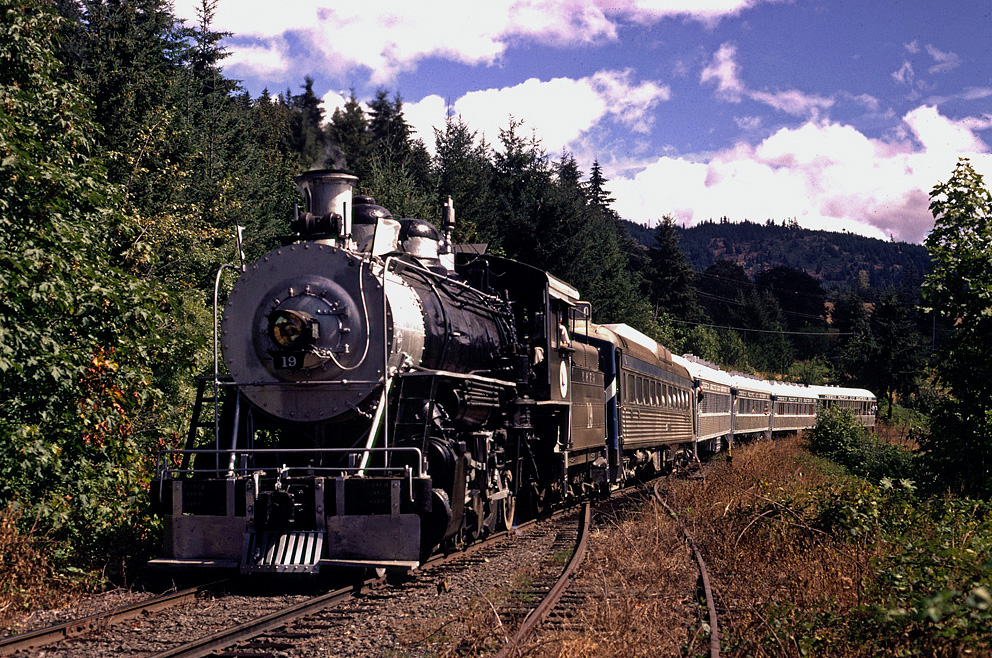
Dampfzug mit Lok Nr. 19, 2009
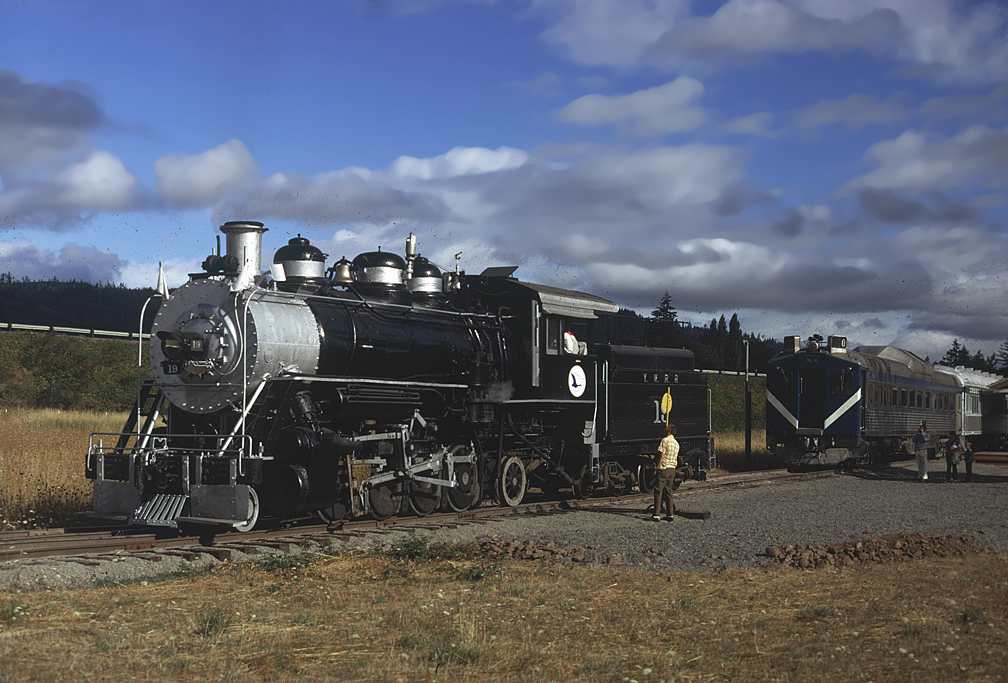
Sonderfahrt im Bahnhof Cottage Grove
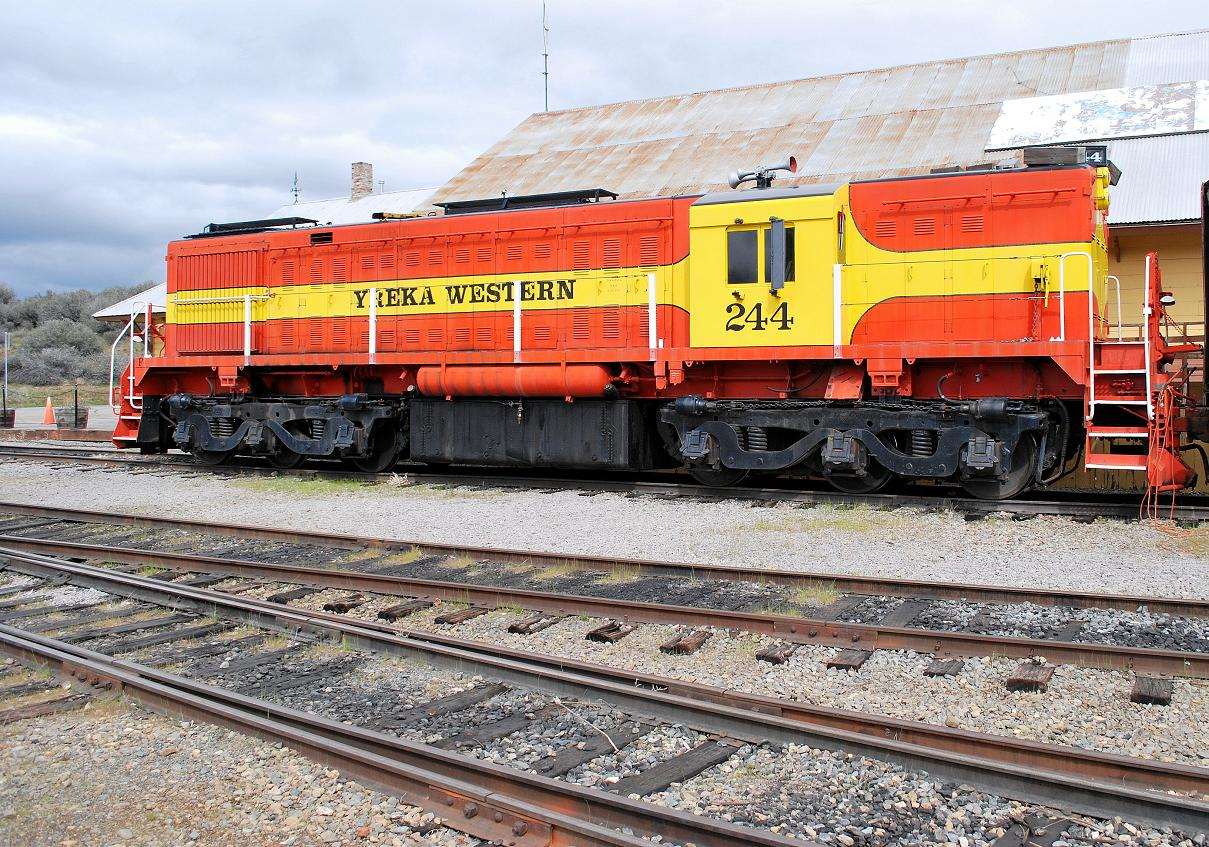
ALCO Lok Nr. 244 im Bahnhof Yreka, 2010
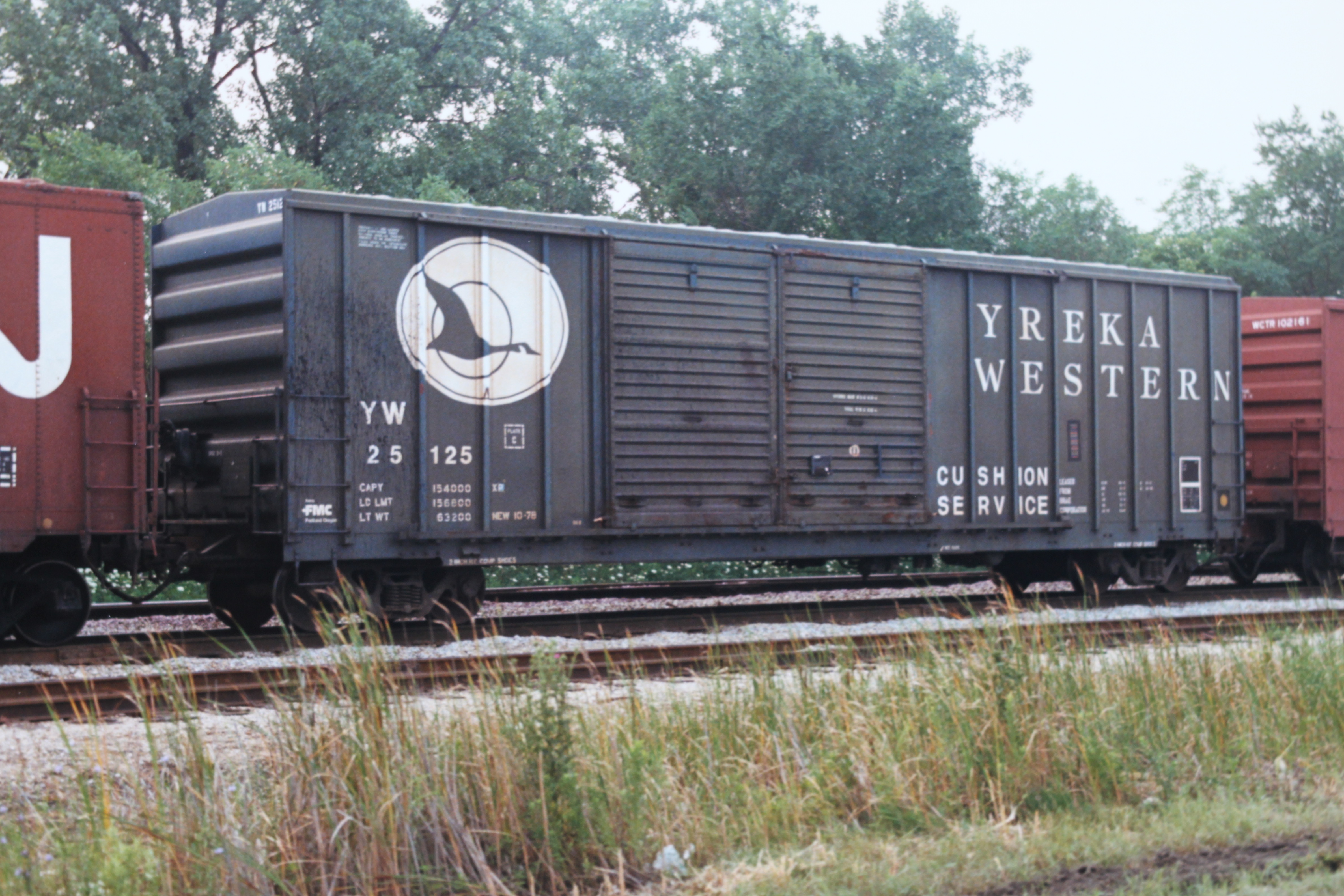
Güterwagen mit dem "Blue Goose" Logo
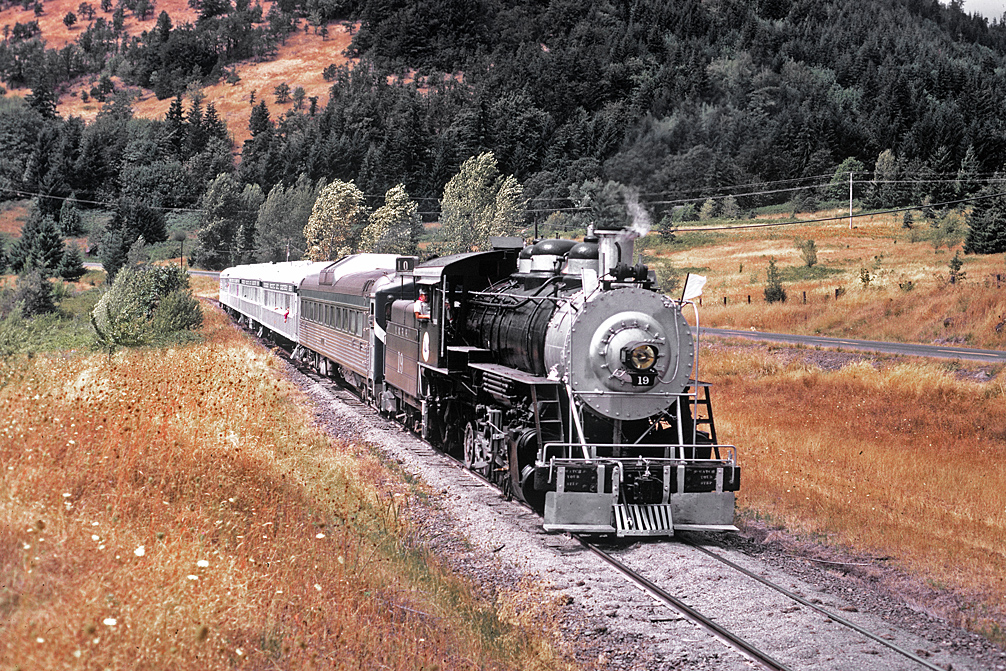
Dampfzug bei Dorena
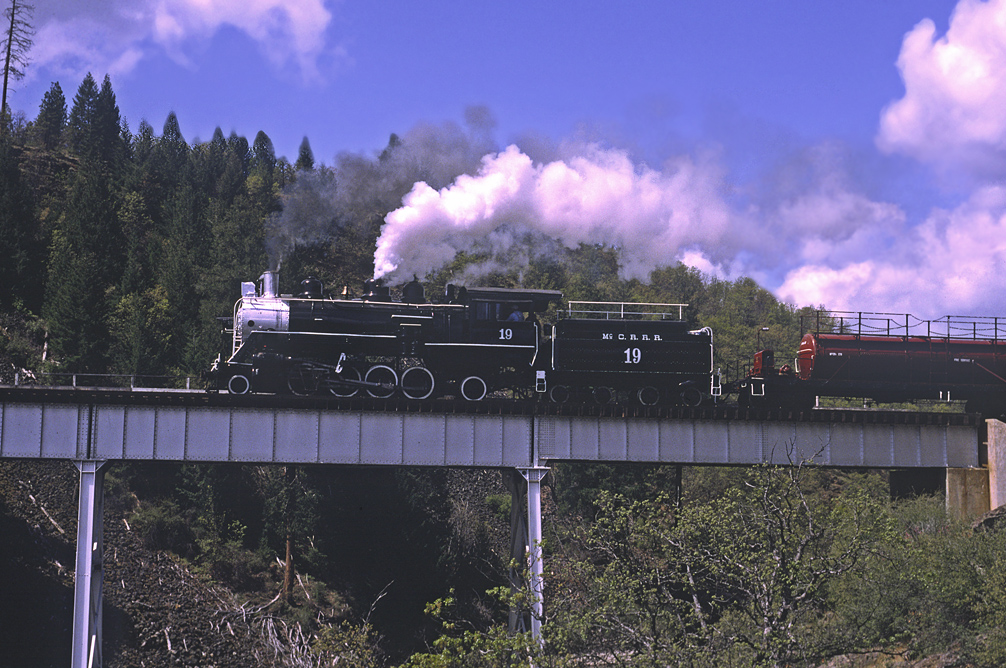
Lok Nr. 19 am Lake Britton